# Route nationale 35 (Madagaskar)
Route nationale 35 – droga krajowa na Madagaskarze o długości 456 km. Droga prowadzi z Ivato do Morondava i przechodzi przez 2 regiony: Menabe i Amoron'i Mania. W 2012 roku droga przeszła renowację.

## Przebieg
- Ivato (skrzyżowanie z RN 7)
- Ambatofinandrahana
- Mandrosonoro
- Malaimbandy (skrzyżowanie z RN 34)
- Ankilizato (skrzyżowanie z RN 9)
- Mahabo
- Morondava (skrzyżowanie z RN 8)